# Patrick Neate
Patrick Neate, né le 24 octobre 1970 est un romancier, dramaturge et journaliste anglais.

## Biographie
Patrick Neate est né et grandit dans le sud de Londres; il fait ses études secondaires à la St Paul's School de Londres et à l'université de Cambridge. Il est l'un des auteurs émergents de la nouvelle génération littéraire anglaise.
Patrick Neate est le cofondateur, avec Ben Watt le compositeur, musicien et chanteur du groupe Everything but the Girl de Book Slam, soirée musico-littéraire qui se tient mensuellement à Londres.
Les publications pour lesquelles Patrick Neate a écrit incluent The Washington Post, The Independent, Building, Hospital Doctor, The Face, Doctor, Minx, The Times, The Daily Telegraph, Marie Claire, The Sunday Times, The Guardian, Harpers and Queen, The Sunday Tribune, The Standard, Mixmag, Sky, Q, Time Out, Tatler, The Sunday Telegraph, The Independent on Sunday.
Il a également écrit le scénario du film The Tesseract de Oxide Pang Chun, adapté du roman éponyme d'Alex Garland.
Les Éditions Intervalles ont publié, le 15 septembre 2007, le 1er roman en français de Patrick Neate, Twelve Bar Blues. Il a reçu le Prix Ignatius J. Reilly 2008.

## Romans traduits en français
- Twelve Bar Blues, traduction française de Sophie Azuelos, Éditions Intervalles, 2007  (ISBN 2916355197)
- Jérusalem, traduction française de Sophie Azuelos, Éditions Intervalles, 2010  (ISBN 978-2916355443)

## Prix et récompenses
- Betty Trask Award  en 2000, pour Musungu Jim
- Prix Whitbread du meilleur roman en 2001, pour Twelve Bar Blues
- NBCC Award for Criticism, en 2005 pour Where You're At, son livre non romanesque relatif à la culture hip-hop
- Sélectionné pour le Author's Club First Novel Award (en)
- Sélectionné pour le LA Times Book Award
- Sélectionné pour le Mystery Writers of America (en)

## Sources & références
- (en) Cet article est partiellement ou en totalité issu de l’article de Wikipédia en anglais intitulé « Patrick Neate » (voir la liste des auteurs).